# Serce dzwonu

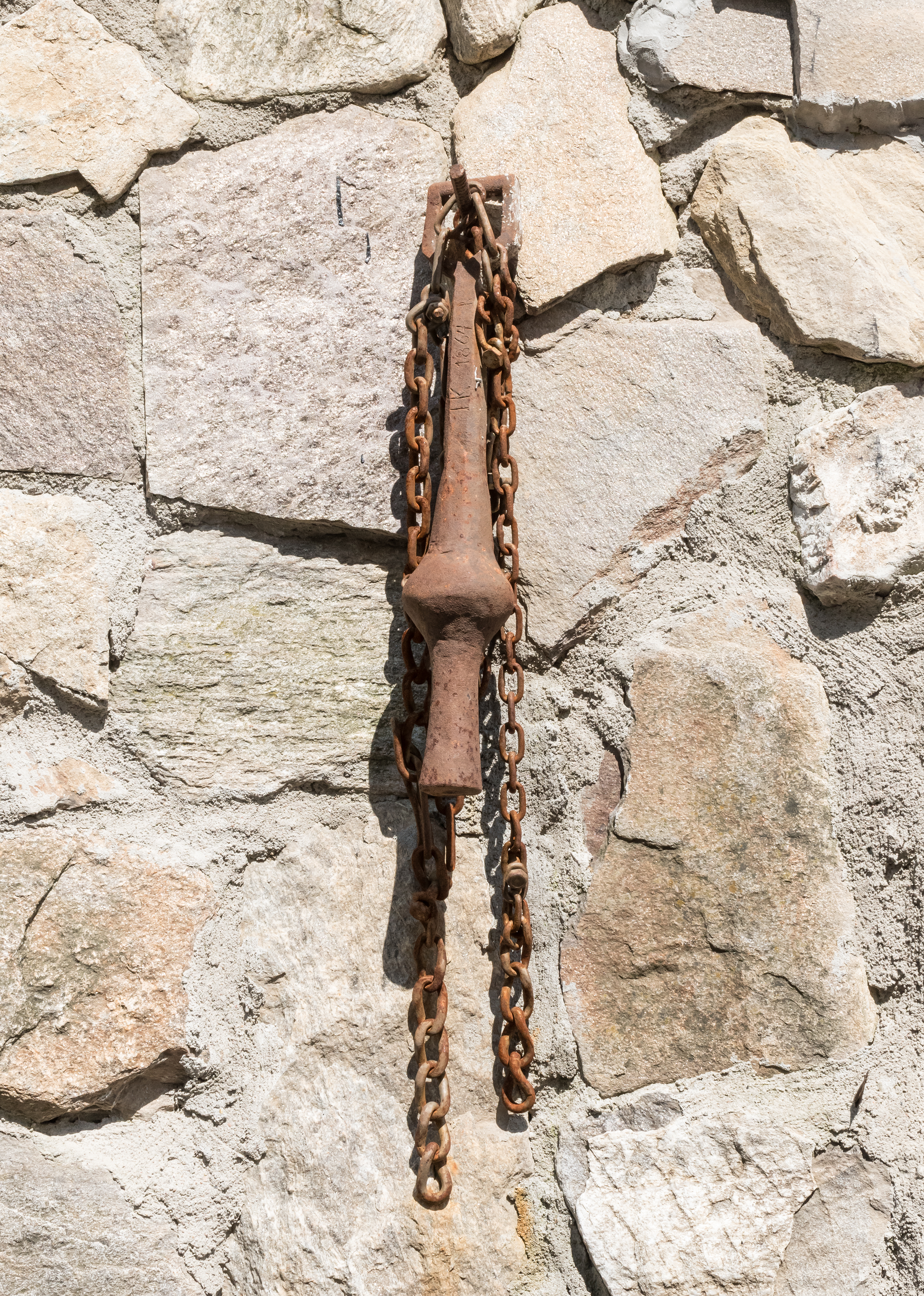
Serce dzwonu

Serce dzwonu – zawieszony we wnętrzu klasycznego dzwonu ciężar, który kołysząc się w jego wnętrzu (bądź wisząc bezwładnie, podczas gdy kołysze się sam dzwon), uderza w czaszę dzwonu, wydając dźwięk. Serce dzwonu wykonane jest z miękkiej, kutej stali tak, aby uderzając w pierścień dzwonu (najgrubszą część), nie niszczył go. Dla uzyskania poprawnego dźwięku istotne jest właściwe ukształtowanie serca oraz jego zawieszenie.
Waga serca stanowi około 4% wagi dzwonu. Np. serce dziesięciotonowego Dzwonu Zygmunt waży 344 kg.
W dzwonach okrętowych serce dzwonu poruszane jest za pomocą ringabuliny.